# برونو جان
برونو جان هو ممثل أمريكي وإيطالي، ولد في 8 نوفمبر 1968 في الولايات المتحدة.

## أعمال

### أفلام
- (1998) شهرة[2]
- (2000) 28 يوما[3]
- (2005)  فولي لوديد[4][5]
- (2015) تأثير لازاروس[6]

### مسلسلات
- آنجل

## وصلات خارجية
- برونو جان على موقع IMDb (الإنجليزية)
- برونو جان على موقع ألو سيني (الفرنسية)
- برونو جان على موقع قاعدة بيانات الفيلم (الإنجليزية)
- برونو جان على موقع كينوبويسك (الروسية)